# DI-box

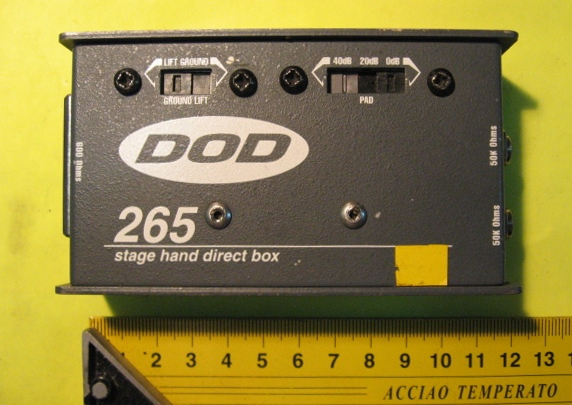
Di-box pasywny firmy DOD

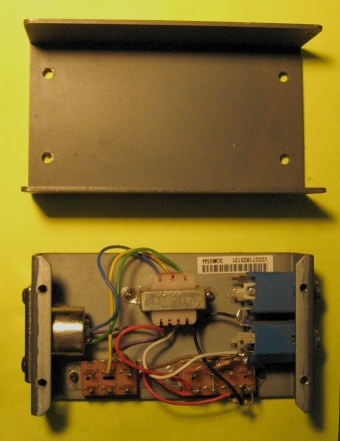
Wnętrze di-boksa (od lewej: wyjście XLR, transformator, niżej przełączniki, na prawo wejście JACK 1/4"

 DI-Box  (ang. Direct Box, DI unit, DI box, czyt. "Daj-boks" lub "Di-aj-boks") – urządzenie stosowane w systemach audio, którego głównym zadaniem jest symetryzacja sygnału. Symetryzacja sygnału sprawia, że staje się on bardziej odporny na zakłócenia, dzięki czemu można go przesyłać na duże odległości. Posiada on także funkcję separacji sygnałów wejścia od wyjścia. W praktyce zabezpiecza to przed powstawaniem tzw. pętli masy, czyli eliminuje przydźwięk sieciowy. Trzecią funkcją di-boksów jest tłumienie sygnału, co umożliwia dopasowanie sygnału do wejścia.

## Budowa
Klasyczny di-box pasywny składa się z wejścia (najczęściej gniazdo Jack 1/4" – 6,3 mm), transformatora 10:1 o pasmie przenoszenia 20–20 000 Hz, przełącznika odcinającego masę (Ground/Lift) oraz wyjścia symetrycznego, najczęściej realizowanego za pomocą gniazda XLR. Droższe modele posiadają także przełącznik, który załącza kolejne rezystory w celu tłumienia sygnału (0/20/40 dB).
Można również spotkać di-boksy tzw. aktywne, w których za symetryzację i wzmocnienie odpowiada układ elektroniczny. Takie urządzenia potrzebują swojego zasilania, które najczęściej rozwiązane jest za pomocą baterii (2 × AA lub 9 V), lub zasilanie phantom. Bateria nie ulega zużyciu podczas magazynowania, ponieważ jest załączana dopiero po wetknięciu wtyczki Jack.

## Zastosowanie
Di-boksy są często wykorzystywane w celu podłączenia urządzeń pracujących bez uziemienia (czyli wtyczka bez styku ochronnego), zazwyczaj takich jak keyboard, laptop, minidysk, cd-player, magnetofon oraz czasem gitara elektryczna. Gitary basowe zazwyczaj posiadają we wzmacniaczu wbudowany już di-box, dzięki czemu można się do nich podłączać bezpośrednio linią. Do gitar klasycznych i akustycznych z wbudowanym przetwornikiem również wykorzystywane są di-boxy.
Dzięki jego uniwersalności można także użyć di-boksa zamiast separatora lub tłumika.
Di-boxy są nieodzownym urządzeniem wykorzystywanym podczas pracy techników sceny, są one tak samo ważne i potrzebne jak mikrofon dynamiczny, czy pojemnościowy.